# SuperHeavy
SuperHeavy byla britsko-americká hudební superskupina, která v září 2011 vydala jedno eponymní studiové album. Skupinu tvořili zpěvák The Rolling Stones Mick Jagger, kytarista Dave Stewart, zpěvačka Joss Stone, syn Boba Marleyho Damian Marley a A. R. Rahman. Historie projektu sahá do roku 2009. Kapela údajně během 18 měsíců nahrála 35 hodin hudby, z toho se na desku dostalo dvanáct písní o celkové délce pod jednu hodinu.

## Diskografie

### Studiová alba
- SuperHeavy (2011)

### Singly
- „Miracle Worker“ (2011)
- „Satyameva Jayate“ (2011)